# Toronto Raptors
Toronto Raptors is een Canadees basketbalteam uit Toronto. Het speelt in de Scotiabank Arena en sinds 1995 in de NBA, in de Eastern Conference in de Atlantic Division. Aanvankelijk was Toronto Raptors samen met Vancouver Grizzlies het enige team dat zijn thuisbasis niet in de Verenigde Staten had. Tot de Grizzlies in 2001 verhuisden naar Memphis in de staat Tennessee. Eerst speelden de Raptors hun thuiswedstrijden in het SkyDome. Dat veranderde in 1999 toen ze naar de Scotiabank Arena verhuisden. Toronto Raptors werd in 2019 het eerste team van buiten de Verenigde Staten dat de NBA-titel wist te winnen.

## Franchise geschiedenis

### Ontstaan van de Raptors
De Toronto Raptors werd opgericht op 30 september 1993, toen de NBA als onderdeel van de uitbreiding in Canada, zijn 28e franchise toekende aan een stichting onder leiding van zakenman John Bitove voor een recordprijs van $125 miljoen. De Raptors speelden, net als de Vancouver Grizzlies, hun eerste wedstrijden in 1995, en werden de eerste Canadese NBA-teams sinds de Toronto Huskies in 1946-47.
In het begin waren ze van plan de teamnaam Huskies te gebruiken, maar ze beseften dat het bijna onmogelijk zou zijn om een logo dat niet al te veel op die van de Minnesota Timberwolves lijkt te ontwerpen. Er werd daarom een landelijke wedstrijd gehouden om de naam van het team, hun kleuren en logo te kiezen. Er waren meer dan 2.000 inzendingen met als  top-tien de volgende opties: Bevers, Bobcats, Draken, Grizzlies, Hogs, Raptors, Scorpions, T-Rex, Tarantula, en Terriers. De definitieve Toronto Raptors werden onthuld op de Canadese nationale televisie op 15 mei 1994, de keuze werd beïnvloed door de populariteit van de film Jurassic Park uit 1993. De naam Raptors is een veel voorkomende informele naam voor de velociraptor, een snelle middelgrote dromaeosaurid theropode dinosaurus. Op 24 mei 1994 werd het logo en de eerste General Manager (GM), Isiah Thomas onthuld tijdens een persconferentie. De team kleuren, helder rood, paars, zwart en zilver werden ook tentoongesteld. "Naismith" zilver was gekozen als een ode aan de Canadees James Naismith, de uitvinder van basketbal. Het team deed oorspronkelijk mee in de Central Division, en voor het eerste seizoen begon was de verkoop van Raptors merchandise op de zevende plaats in de competitie, dit was het begin van een succesvolle terugkeer van professioneel basketbal naar Canada.

### Team vormen
Als GM had Isiah Thomas snel de managementposities gevuld met zijn eigen personeel, met onder andere de Detroit Pistons-assistent Brendan Malone als hoofdtrainer van de Raptors. De teamselectie werd daarna gevuld met een Expansion Draftpick in 1995. Na een muntje gooien kreeg Toronto de eerste keus en selecteerde het de Chicago Bulls-point guard en drie-punt-specialist BJ Armstrong. Armstrong weigerde echter op te dagen voor trainingssessies en werd onmiddellijk verhandeld aan de Golden State Warriors voor de power forward Carlos Rogers en Victor Alexander. Thomas koos vervolgens een hele rits spelers waaronder de veteranen Jeroen Kersten, Willie Anderson en zijn voormalige teamgenoot bij de Pistons John "Spider" Salley.
Hierna kregen de Raptors de zevende positie in de NBA Draft Lottery, na hun Canadese collega de Vancouver Grizzlies. Thomas selecteerde Damon Stoudamire, een point guard van de Universiteit van Arizona, rond wie de franchise zou groeien in zijn nabije toekomst. De selectie van Stoudamire werd ontmoet met boegeroep van de fans in 1995, van wie velen Ed O'Bannon van UCLA wilde hebben, een NCAA Final Four Meest Waardevolle Speler.

### Play-offs
Eind jaren 90 hadden de Raptors met Vince Carter en Tracy McGrady populaire spelers, die aan het begin van een grote carrière stonden. In 2000 haalden de Raptors onder leiding van de twee voor het eerst de play-offs. In de eerste ronde waren de New York Knicks te sterk.
McGrady verliet de Raptors na dat seizoen. De jaren erna haalden de Raptors aanvankelijk wel weer de play-offs. Maar toen de Raptors in 2004 de play-offs misten, wilde Carter ook weg. Hij werd getrade naar de New Jersey Nets. Met Chris Bosh als nieuwe ster bereikte het team in 2007 de play-offs weer. Dat lukte een seizoen later opnieuw, maar daarna trad het verval opnieuw in. Dat werd alleen maar groter toen Bosh in 2010 vertrok naar de Miami Heat.
Met Masai Ujiri als nieuwe sportief directeur sloegen de Raptors een nieuwe weg in. Met Kyle Lowry en DeMar DeRozan brak er opnieuw een periode aan met veel deelnames aan de play-offs. Vaak waren de Cleveland Cavaliers van LeBron James daarin te sterk.

### Kampioensjaar
Ujiri verruilde DeRozan in de zomer van 2018 voor superster Kawhi Leonard van de San Antonio Spurs. Ook Danny Green kwam naar het Canadese team en later in het seizoen werd bovendien Marc Gasol getekend. Met de nieuwe sterren, die werden bijgestaan door de talenten OG Anunoby, Pascal Siakam, Fred VanVleet en Norman Powell, plaatsten de Raptors zich als op een na sterkste team van de NBA voor de play-offs. Daarin won Toronto achtereenvolgens van de Orlando Magic, de Philadelphia 76ers (na een buzzer-beater van Leonard in Game 7) en de Milwaukee Bucks. Door de 4-2-zege in de serie op de Bucks haalden de Raptors voor het eerst de NBA Finals.
Daarin was tweevoudig regerend kampioen Golden State Warriors de tegenstander. De ploeg van supersterren Stephen Curry, Klay Thompson en Kevin Durant stond voor de vijfde keer op rij in de finale en waren nu ook weer de favoriet. Toch lukte het de Raptors om de Warriors te verslaan. Op 14 juni 2019 wonnen de Raptors met 114-110 in Oakland, waarmee ze de best-of-seven-serie in 4-2 beslisten. De Raptors werden daarmee het eerste team ooit van buiten de Verenigde Staten dat de NBA wist te winnen. Leonard werd uitgeroepen tot meest waardevolle speler van de finale.

## Erelijst
Conference Championships:
- 2019 Eastern Conference Champions

NBA Championships:
- 2019 NBA Champions

## Spelers
| Selectie 2023/2024 | Selectie 2023/2024 | Selectie 2023/2024        | Selectie 2023/2024    | Selectie 2023/2024 | Selectie 2023/2024 |
| ------------------ | ------------------ | ------------------------- | --------------------- | ------------------ | ------------------ |
| Coach              | Darko Rajaković    | Darko Rajaković           | Darko Rajaković       | Darko Rajaković    | Darko Rajaković    |
| Positie            | Rugnummer          | Nationaliteit             | Naam                  | Afkomst            |                    |
| G                  | 0                  | Vlag van Verenigde Staten | Javon Freeman-Liberty | DePaul             |                    |
| G                  | 1                  | Vlag van Verenigde Staten | Gradey Dick           | Kansas             |                    |
| F/C                | 2                  | Vlag van Verenigde Staten | Jalen McDaniels       | San Diego State    |                    |
| F                  | 3                  | Vlag van Engeland         | O.G. Anunoby          | Indiana            |                    |
| F                  | 4                  | Vlag van Verenigde Staten | Scottie Barnes        | Florida State      |                    |
| F                  | 5                  | Vlag van Nigeria          | Precious Achiuwa      | Memphis            |                    |
| F                  | 8                  | Vlag van Verenigde Staten | Ron Harper Jr.        | Rutgers            |                    |
| G/F                | 14                 | Vlag van Verenigde Staten | Garrett Temple        | Louisiana State    |                    |
| G                  | 17                 | Vlag van Duitsland        | Dennis Schröder       | Duitsland          |                    |
| C                  | 19                 | Vlag van Oostenrijk       | Jakob Pöltl           | Utah               |                    |
| F                  | 21                 | Vlag van Verenigde Staten | Thaddeus Young        | Georgia Tech       |                    |
| G                  | 22                 | Vlag van Verenigde Staten | Malachi Flynn         | San Diego State    |                    |
| G                  | 24                 | Vlag van Verenigde Staten | Markquis Nowell       | Kansas State       |                    |
| F/C                | 25                 | /                         | Chris Boucher         | Oregon             |                    |
| F                  | 32                 | Vlag van Verenigde Staten | Otto Porter Jr.       | Georgetown         |                    |
| G/F                | 33                 | Vlag van Canada           | Gary Trent Jr.        | Duke               |                    |
| C                  | 35                 | Vlag van Canada           | Christian Koloko      | Arizona            |                    |
| F                  | 43                 | Vlag van Kameroen         | Pascal Siakam         | New Mexico State   |                    |